# エウピジオ・ペレイラ・ダ・シルバ・フィーリョ
エウピジオ・ペレイラ・ダ・シルバ・フィーリョ（Elpídio Pereira da Silva Filho、1975年7月19日 - ）は、ブラジル・パライバ州カンピナグランデ出身の元サッカー選手。現役時代のポジションはフォワード。
Jリーグ、Kリーグ時代の登録名はシルバ（ハングル: 실바）。

## 経歴
子供の頃はフットサルをプレイし、本格的にサッカーを始めたのは16歳と遅い。1997年5月、アトレチコ・ミネイロから柏レイソルに移籍。柏では第4の外国人という位置付けだったため、出場機会はけっして多くなかったものの、リーグ通算22試合10得点と活躍した。1998年5月に退団。
1998-99シーズンはポルトガルのSCブラガへ移籍し、1年目から32試合16得点の活躍を見せる。ボアヴィスタFC移籍後もコンスタントな活躍を見せ、2003-04シーズンにはポルトガルを代表するクラブのひとつであるスポルティングCPに移籍を果たした。

## 個人成績
| 国内大会個人成績 | 国内大会個人成績 | 国内大会個人成績 | 国内大会個人成績 | 国内大会個人成績 | 国内大会個人成績 | 国内大会個人成績 | 国内大会個人成績 | 国内大会個人成績 | 国内大会個人成績 | 国内大会個人成績 | 国内大会個人成績 |
| 年度             | クラブ           | 背番号           | リーグ           | リーグ戦         | リーグ戦         | リーグ杯         | リーグ杯         | オープン杯       | オープン杯       | 期間通算         | 期間通算         |
| 年度             | クラブ           | 背番号           | リーグ           | 出場             | 得点             | 出場             | 得点             | 出場             | 得点             | 出場             | 得点             |
| 日本             | 日本             | 日本             | 日本             | リーグ戦         | リーグ戦         | リーグ杯         | リーグ杯         | 天皇杯           | 天皇杯           | 期間通算         | 期間通算         |
| ---------------- | ---------------- | ---------------- | ---------------- | ---------------- | ---------------- | ---------------- | ---------------- | ---------------- | ---------------- | ---------------- | ---------------- |
| 1997             | 柏               | 32               | J                | 12               | 8                | 2                | 0                |                  |                  |                  |                  |
| 1998             | 柏               | 7                | J                | 10               | 2                | 0                | 0                |                  |                  |                  |                  |
| 通算             | 日本             | 日本             | J                | 22               | 10               | 2                | 0                |                  |                  |                  |                  |
| 総通算           | 総通算           | 総通算           | 総通算           | 22               | 10               | 2                | 0                |                  |                  |                  |                  |